# Жоселин де Лувен
Жоселин де Лувен (англ. Joscelin of Louvain, фр. Joscelin/Joscelyn de Louvain; ум. 1180) — английский барон, сын графа Лувена Готфрида (Жоффруа) I Бородатого и брат королевы Англии Аделизы Лувенской, родоначальник 2-го рода Перси.
Не имея наследства на родине, Жоселин перебрался в Англию к сестре, благодаря которой получил там владения. Своё положение он сохранил и после смерти сестры. Кроме того, из-за поддержки претензий Генриха II Плантагенета на английский трон, Жоселин получил руку богатой наследницы владений рода Перси, которые закрепились за его потомками.

## Биография

Лев Брабанта — герб, принятый в XII веке герцогами Брабанта. От него происходит лев на гербе рода Перси

Жоселин был одним из сыновей графа Лувена и герцога Нижней Лотарингии Готфрида (Жоффруа) I Бородатого, происходившего из Лувенского дома, восходившего по женской линии к Каролингам. Кто был матерью Жоселина, не совсем ясно. Некоторые источники указывают, что он был сыном Готфрида от первого брака с Идой де Шини. Однако Жоселин впервые женился после 1154 года. Вероятно тогда он был достаточно молод и вряд ли мог быть сыном умершей до 1125 года Иды. При этом вторая жена Готфрида, Клеменция Бургундская, родилась около 1078 года и, вероятно, была слишком старой, чтобы родить Жоселина. Возможно, что Жоселин мог быть незаконнорождённым сыном Готфрида от неизвестной любовницы.
После смерти отца Жоселину не досталось владений, однако он сделал карьеру в Англии, куда перебрался к своей старшей сестре Аделизе, второй жене короля Генриха I Боклерка. Впервые он появляется в источниках в акте Аделизы, датированном 1 декабря 1136 года. Вероятно, он перед этим недавно появился в Англии, поскольку сестра смогла поспособствовать передаче ему земель. В документах Жоселин обычно именуется кастеляном Арундела. Это является свидетельством того, что Аделиза для управления своим замком использовала кастелянов, как было принято в Лувене и Брабанте. Для поддержания высокого статуса брата тот получил обширные владения в Питворте (Сассекс), к которым были добавлены выплаты от 22 рыцарей. Вероятно, у Жоселина были хорошие отношения с Уильямом д’Обиньи, вторым мужем сестры, получившего от короля Стефана Блуаского титул графа Сассекса. Имя Жоселина стоит на многих актах Уильяма, в том числе и после того, как Аделиза умерла в 1151 году.
Несмотря на смерть сестры, Жоселин сохранил своё положение. Этому способствовала поддержка нормандского герцога Генриха Плантагенета в 1153 году в претензиях на английский трон. После того как Генрих под именем Генриха II в 1154 году стал королём, Жоселин оказался в окружении короля, его подпись стоит на многих королевских актах. Вероятно, благосклонность короля способствовала браку Жоселина с Агнес де Перси, дочерью и одной из наследниц Уильяма II де Перси, крупного йоркширского барона. Кроме того, Жоселин был связан с делом Бекета, будучи одним из трёх королевских рыцарей, посланных к архиепископу в Вудсток с предупреждением не ехать навстречу Генриху Молодому Королю, сыну Генриха II.
Во время восстания сыновей короля 1173—1174 годов Жоселин сохранил верность Генриху II.
В апреле 1175 года Жоселин добился участия рыцарей из Сассекса и Хэмпшира в паломничестве графа Фландрии в Святую землю. Когда один из его рыцарей, Генри Хоус, умер в Палестине, Жоселин лично запечатал его завещание, послав отвезти его в Англию Гуго Хоуса, брата покойного.
После возвращения в Англию Жоселин получил часть владений Уильяма II де Перси в качестве наследства своей жены Агнес, которое составило львиную долю земель Перси: маноры в Йоркшире, Топклифф и Симер в Северном Йоркшире, а также ряд владений в Линкольншире и Хэмпшире.
Жоселин умер в 1180 году. Агнес пережила мужа более чем на 20 лет, но вторично так и не вышла замуж. Потомки Жоселина усвоили родовое прозвание матери — Перси.

## Брак и дети
Жена: между 1154 и 1166 годами Агнес де Перси (ум. 1202/1204), дочь Уильяма II де Перси, барона Топклифа, и Алисы де Тонбридж. Дети:
- Генри де Перси (ум. до 1198)
- Ричард де Перси (ум. 1244), 5-й феодальный барон Перси
- Жоселин де Перси (ум. ок. 1239)
- Радульф
- Элеанор; муж: ранее 1174 Уильям III Пантульф (ум. после 1183)
- Матильда; муж: ранее 1204 Джон де Девиль
- Люси, монахиня в Стиксвулде
- (?) Хавиза (ум. после 1134); муж: Филипп де Ким (ум. ок. 1189)

Также у Жоселина известен один незаконнорождённый сын:
- Ральф, в 1190 году держал часть отцовских земель в Петуорте[5].

## Комментарии
1. ↑  Король Генрих I, 1-й муж Адезизы, умер в 1135 году.
2. ↑  Позже этот титул трансформировался в «граф Арундел»
3. ↑  Уильям II де Перси, брат Агнес, умер около 1174/1175 года. Поскольку его единственный сын Алан умер раньше отца, наследницами стали его две дочери[4].
4. ↑  Замок Топклиф оставался главной резиденцией Перси вплоть до покупки замка Алник.